# Dąbie (gmina Włoszczowa)
Dąbie – wieś sołecka w Polsce, położona w województwie świętokrzyskim, w powiecie włoszczowskim, w gminie Włoszczowa.
| SIMC    | Nazwa      | Rodzaj     |
| ------- | ---------- | ---------- |
| 0277871 | Barycz     | przysiółek |
| 0277836 | Dopijów    | przysiółek |
| 0277842 | Kolonia    | część wsi  |
| 0277859 | Murowaniec | część wsi  |
| 0277888 | Podlas     | przysiółek |
| 0277865 | Podłazie   | część wsi  |

W latach 1975–1998 miejscowość należała administracyjnie do województwa kieleckiego.